# Classe Lida
 (décembre 2018).
Si vous disposez d'ouvrages ou d'articles de référence ou si vous connaissez des sites web de qualité traitant du thème abordé ici, merci de compléter l'article en donnant les références utiles à sa vérifiabilité et en les liant à la section « Notes et références ».

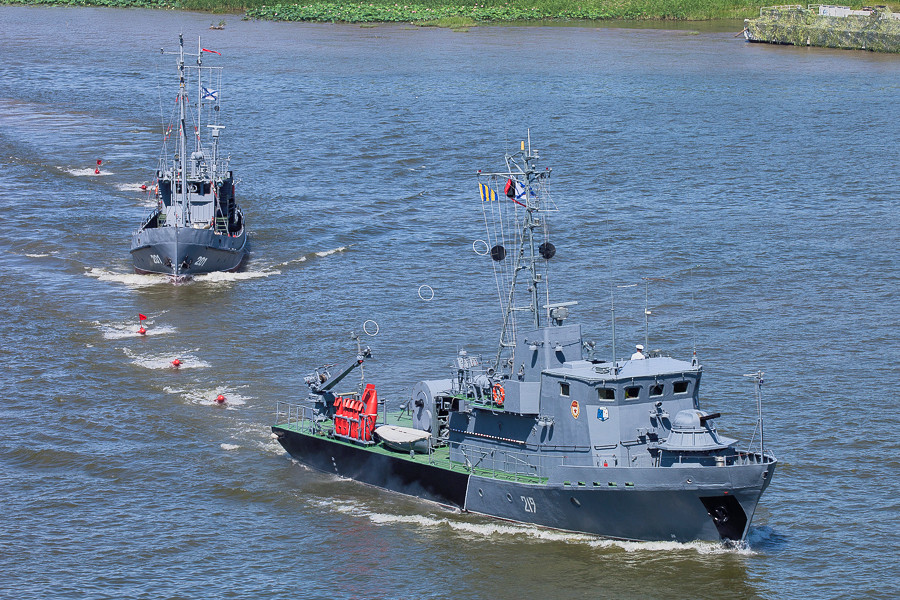
PT-181 de classe Lida avec le remorqueur Projekt 697TB PT-233 (à l'arrière), 2015

La Classe Lida est une classe de petits chasseurs de mines de Russie, lancée par l'Union soviétique en 1986.